# Атанас Ансаров
Атанас Котев Ансаров, известен и с псевдонима Чернев, е български революционер, деец на Вътрешната македоно-одринска революционна организация и Вътрешната македонска революционна организация в Струмишко.

## Биография
Роден е около 1870 година в струмишкото село Моноспитово, тогава в Османската империя. Баща му Коте Ансаров е селски ръководител на ВМОРО и личен приятел на Гоце Делчев. Получава прогимназиално образование.
В 1900 година се присъединява към ВМОРО. В 1903 година е избран за член на Струмишкия окръжен революционен комитет. В 1904 година е делегат на конгреса в Цървено поле. В 1906 година става нелегален и се присъединява към четата на Христо Чернопеев. Същата година участва в сражение над Куклиш, в което е ранен, а трима други четници са убити, докато турците дават четирима убити и много ранени.
След Младотурската революция в 1908 година се легализира. При избухването на Балканската война в 1912 година се присъединява към четата на Кочо Хаджиманов.
След войните участва във възстановяването на ВМРО. В 1922 година се присъединява към четата на Георги Въндев. Същата година участва в сражение над Дървош, в което четата избива 12 сръбски жандармеристи. В 1923 година наследява Панде Църнгаров като председател на Струмишкия околийски революционен комитет. В юли 1924 година е делегат на Струмишкия окръжен конгрес и е избран за съветник в окръжния комитет. От 1925 година заедно с Милан Апостоларски завежда Струмишката околия.
След разгрома на Кралство Югославия през април 1941 година по време на Втората световна война, заедно с Васил Катин, Панде Арабаджиев, Лямо Комаров и Мирчо Лазаров организира посрещането на българската войска. През 1941 година е избран в местното настоятелство на Илинденска организация.
На 12 април 1943 година, като жител на Моноспитово, подава молба за българска народна пенсия, която е одобрена и пенсията е отпусната от Министерския съвет на Царство България.